# Route nationale 106 (Slovénie)
Pour les articles homonymes, voir G106 et Route nationale 106.
La route nationale 106 (slovène : Glavna cesta 106), abrégée en G106 ou G2-106, est une route nationale slovène allant de Ljubljana à la frontière croate et de Škofljica à Šmarje–Sap (en). Sa longueur est de 85,4 km.

## Histoire
Avant 1998, la route nationale 106 était numérotée M6 entre Škofljica et la frontière croate,.

## Tracé

### De Ljubljana à la frontière croate
- Ljubljana
- Lavrica (en)
- Škofljica
- Zalog pri Škofljici (en)
- Gumnišče (en)
- Gradišče (en)
- Vrh nad Želimljami (en)
- Rašica (en)
- Velike Lašče
- Dolnje Retje (en)
- Gornje Retje (en)
- Ortnek (en)
- Žlebič (en)
- Grič (en)
- Breg pri Ribnici (en)
- Ribnica
- Hrovača (en)
- Goriča Vas (en)
- Nemška Vas (en)
- Prigorica (en)
- Dolenja Vas (en)
- Mrtvice (en)
- Slovenska Vas (en)
- Breg pri Kočevju (en)
- Kočevje
- Dolga Vas
- Livold (en)
- Štalcerji (en)
- Morava (en)
- Briga (en)
- Banja Loka (en)
- Nova Sela (en)
- Colnarji (en)
- Vrh pri Fari (en)
- Krkovo nad Faro (en)
- Fara (en)
- Potok (en)
- Vas (en)
- Pirče (en)
- Petrina (en)
- Croatie D 203

### De Škofljica à Šmarje–Sap
- Škofljica
- Tlake (en)
- Šmarje–Sap (en)